# Stelton

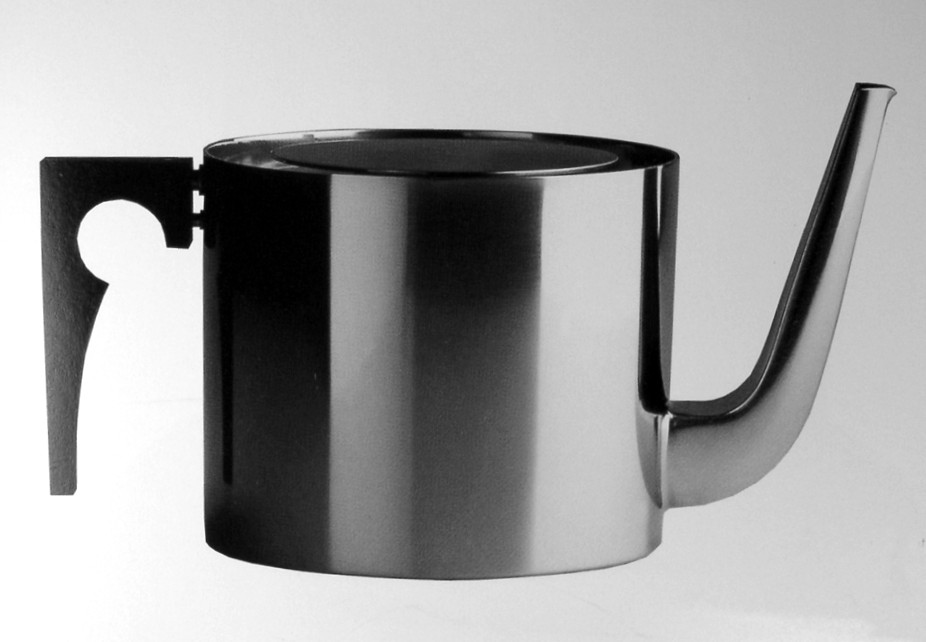
Tekannan Cylinda Line 1967

Stelton (Stelton A/S) Stelton grundades 1960 och är ett innovativt danskt designföretag som är berömt för sin tidlösa skandinaviska designfilosofi. Steltons många produktserier är resultatet av givande samarbeten med internationella arkitekter och designers. Stelton ligger bakom ikoniska designer som Arne Jacobsens Cylinda-Line och Erik Magnussens termoskanna EM77. Dessa har kompletterats med nya kaffe- och te kollektioner, vackra inredningsföremål till hemmet samt spännande personliga accessoarer.

## Firmans historia
Stelton grundades 1960 för att sälja kökskärl i rostfritt stål, som var ganska enkelt formgivna och som var tänkta att bli basen i ett sortiment av moderna hushållsprodukter i Danmark.  Företagets försäljare Peter Holmblad, som hade anställts 1964, kom på idén att övertala arkitekten och designern Arne Jacobsen att formge en serie köksredskap i metall. Jacobsen skapade då den eleganta serien Cylinda Line i rostfritt, högglanspolerat stål, som tvingade Stelton att först investera i nya tillverkningsmaskiner innan man kunde starta produktionen. År 1967 kom Cylinda Line på marknaden. Den vann direkt flera utmärkelser, bl.a. International Design Award av American Institute of Interior Designers. Serien bestod ursprungligen av 18 delar, men Jacobsen fortsatte fram till sin död 1971 att lägga till nya delar och idag består Cylinda Line av 34 delar. 
Från 1976 arbetade även designern Erik Magnussen för Stelton. Han formgav ett antal föremål i plast och rostfritt stål, däribland den numera klassiska Termoskannan i klara färger och fotogenlampan Skeppslampa i rostfritt stål. Numera arbetar ett stort antal formgivare åt företaget och försäljaren från 1964. Michael Ring är sedan 2004 Steltons VD och ägare.

## Bildgalleri

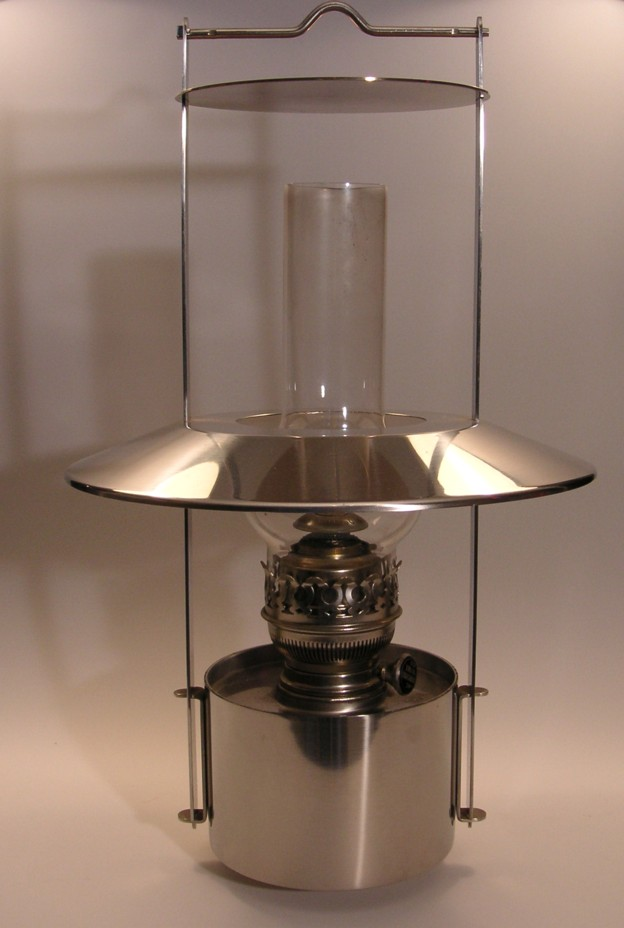
Skeppslampan
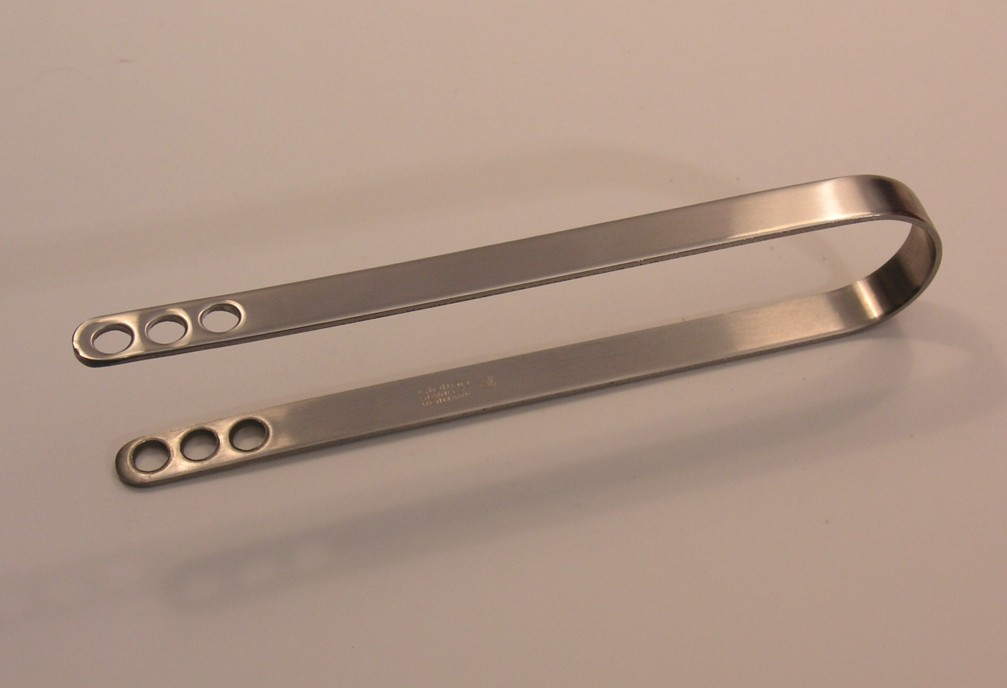
Istång
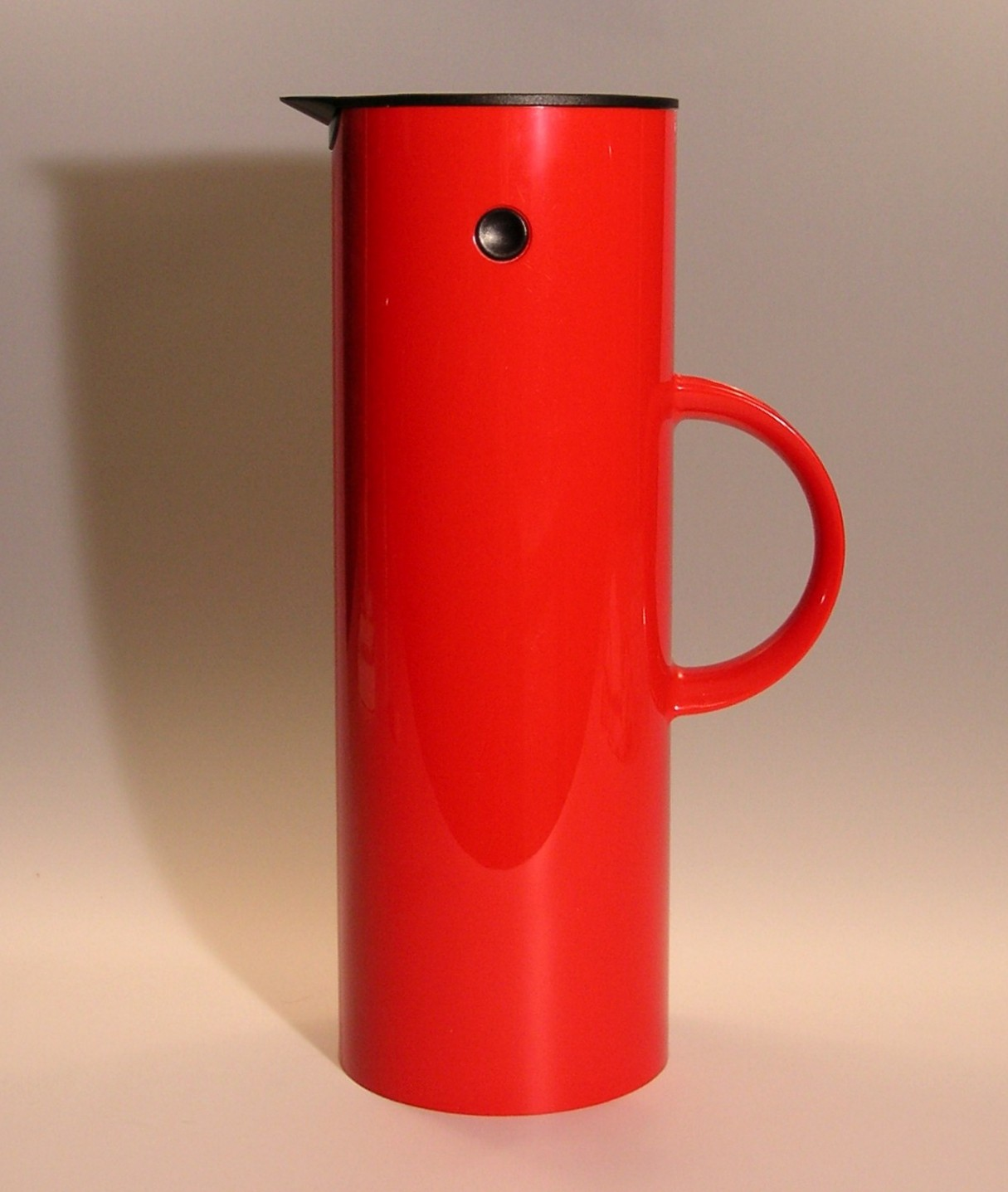
Termoskannan EM77, formgiven av Erik Magnussen 1977

## Presentation (urval)
- Museum of Modern Art, New York
- Cooper-Hewitt Museum, New York
- Victoria & Albert Museum, London
- Neue Sammlung, München
- Kunstindustrimuseum, Köpenhamn